# Yevgeniy Rybakov
Pour les articles homonymes, voir Rybakov.
Yevgeniy Rybakov (né le 27 février 1985) est un athlète russe, spécialiste des courses de fond.

## Biographie
Yevgeniy Rybakov remporte la médaille de bronze du 10 000 m à l'occasion des Championnats d'Europe d'Helsinki, terminant derrière le Turc Polat Kemboi Arikan et l'Italien Daniele Meucci dans le temps de 28 min 22 s 95. Il ne se présente pas à la cérémonie de remise des médailles le 1er juin 2012 qui se déroule sans lui.

### Palmarès
| Date | Compétition                            | Lieu                   | Résultat | Épreuve     | Performance    |
| ---- | -------------------------------------- | ---------------------- | -------- | ----------- | -------------- |
| 2005 | Championnats d'Europe espoirs          | Erfurt                 | 1er      | 10 000 m    | 29 min 30 s 76 |
| 2006 | Championnats d'Europe espoirs de cross | San Giorgio su Legnano | 4e       | Individuel  | 23 min 17 s    |
| 2006 | Championnats d'Europe espoirs de cross | San Giorgio su Legnano | 1er      | Par équipes | 28 pts         |
| 2012 | Championnats d'Europe                  | Helsinki               | 3e       | 10 000 m    | 28 min 22 s 95 |
| 2013 | Universiade                            | Kazan                  | 3e       | 10 000 m    | 28 min 47 s 28 |

### Records
| Épreuve  | Performance    | Lieu   | Date            |
| -------- | -------------- | ------ | --------------- |
| 5 000 m  | 13 min 31 s 36 | Moscou | 13 juin 2012    |
| 10 000 m | 28 min 05 s 75 | Kazan  | 17 juillet 2008 |